# (34498) 2000 SF149
2000 SF149 (asteroide 34498) é um asteroide da cintura principal. Possui uma excentricidade de 0.14794980 e uma inclinação de 1.95985º.
Este asteroide foi descoberto no dia 24 de setembro de 2000 por LINEAR em Socorro.